# Viaduc ferroviaire de Saint-Antoine
Le Viaduc ferroviaire de Saint-Antoine, aussi connu sous le nom de Viaduc des Aygalades, situé dans le 15e arrondissement de Marseille, est un pont ferroviaire de 270 mètres de long. Il assure le franchissement du ruisseau de l'Aygalades, par la ligne de Lyon-Perrache à Marseille-Saint-Charles (via Grenoble) pour desservir la gare de Saint-Antoine. Le pont est composé de 18 arches plein cintre de 12 mètres d’ouverture,.

## Histoire
Ce pont a été réalisé selon certaines sources par l’architecte Gustave Mouriès.